# Dance Like a Star
Dance Like a Star — мини-альбом  британской синтипоп-группы The Human League, изданный  в 2002 году лейблом Black Melody.

## Об альбоме
Он записывался в 1977 году в городе Шеффилд, но никогда ранее не издавался, Dance Like a Star содержит в себе композиции раннего творчества группы, которая в то время называлась не The Human League, а The Future. Однако не все ранние записи The Future были выпущены на этом альбоме; большинство из них находятся на другом релизе группы , The Golden Hour of the Future.
Dance Like a Star переиздавался в 2008 году, однако он вышел ограниченным тиражом в 300 экземпляров, но альбом был доступен для цифровой загрузки, а в нём присутствовало 4 бонус-трека.
Композиции «Dance Like a Star» и «Last Man on Earth» также доступны на диске The Golden Hour of the Future.

## Список композиций
1. «Dance Like a Star» (V.1) (Оки, Марш, Уэр)
2. «C’est Grave» (Тим Пирс, Марш, Уэр)
3. «Titled U.N.» (Марш, Уэр)
4. «Dance Like a Star» (V.2) (Оки, Марш, Уэр)
5. «Treatment» (Марш, Уэр)
6. «The Last Man on Earth» (Марш, Уэр)